# Ron Donagi
Ron Yehuda Donagi (* 9. März 1956) ist ein US-amerikanischer Mathematiker, der sich mit Algebraischer Geometrie und Stringtheorie befasst.

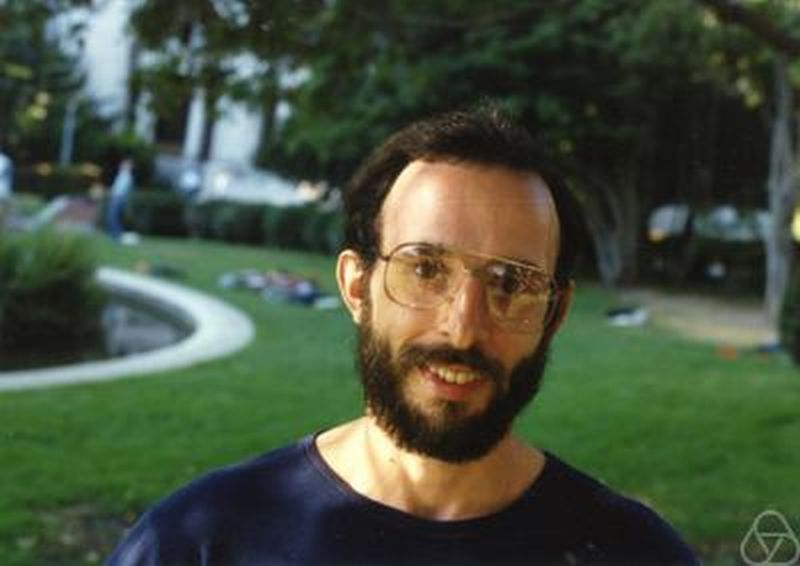
Ron Donagi, Berkeley 1990

Donagi wurde 1977 bei Phillip Griffiths an der Harvard University promoviert (On the geometry of Grassmannians). Er ist Professor an der University of Pennsylvania.
1981/82, 1996/97 und 2013 war er am Institute for Advanced Study, wo er mit Edward Witten zusammenarbeitete.
Donagi kommt ursprünglich als Mathematiker von der algebraischen Geometrie und wandte diese ab den 1980er Jahren in der Stringtheorie und verwandten Theorien wie supersymmetrischen Yang-Mills-Theorien an bis hin zu Entwicklung von Modellen für das Standardmodell in der Heterotischen Stringtheorie aus geeigneten Kompaktifizierungen.
1982 wurde er Forschungsstipendiat der Alfred P. Sloan Foundation (Sloan Research Fellow). Er ist Fellow der American Mathematical Society. Zu seinen Doktoranden gehören Tony Pantev und Ludmil Katzarkov.
Er war mit der Geschichtsprofessorin Mine Ener verheiratet.

## Schriften
- mit Tony Pantev: Langlands duality for Hitchin systems, Arxiv 2006
- mit Tony Pantev: Torus fibrations, gerbes and duality, Memoirs AMS 2008
- Herausgeber mit Mauro Francaviglia: Integrable systems and quantum groups (CIME Lectures, Montcatini Terme, Juni 1993), Springer Verlag 1996
- Herausgeber: Curves, Jacobians, and Abelian varieties, Proceedings of an AMS-IMS-SIAM Joint Summer Research Conference on the Schottky Problem, AMS 1992
- mit Katrin Wendland (Herausgeber): From Hodge theory to integrability and TQFT : tt*-geometry (Workshop Universität Augsburg 2007), AMS 2008
- mit Witten: Supersymmetric Yang-Mills Systems and Integrable Systems, Nucl. Phys. B, 460, 1996, 299–344, Arxiv
- mit Josh Guffin, Sheldon Katz, Eric Sharpe: A mathematical theory of quantum sheaf cohomology, Preprint 2011
- mit Guffin, Katz, Sharpe: Physical aspects of quantum sheaf cohomology for deformations of tangent bundles of toric varieties, Preprint 2011
- mit Vincent Bouchard: An SU(5) heterotic standard model, Phys. Lett. B, 633, 2006, 783–791